# Montereau (Loiret)
Montereau település Franciaországban, Loiret megyében. Lakosainak száma 644 fő (2022. január 1.). Montereau La Cour-Marigny, Les Bordes, Dampierre-en-Burly, Lorris, Le Moulinet-sur-Solin, Oussoy-en-Gâtinais, Ouzouer-sur-Loire és Varennes-Changy községekkel határos.

## Népesség
A település népességének változása:
| Lakosok száma | 495  | 454  | 503  | 601  | 622  | 606  | 608  | 627  | 626  | 644  |
|               | 1968 | 1982 | 1990 | 2006 | 2013 | 2015 | 2017 | 2019 | 2020 | 2022 |